# Phoebe hungmoensis
Phoebe hungmoensis är en lagerväxtart som beskrevs av Shu Kang Lee. Phoebe hungmoensis ingår i släktet Phoebe och familjen lagerväxter. Inga underarter finns listade i Catalogue of Life.